# Drujba
Il Drujba è un traghetto appartenente alla compagnia di navigazione Drujba Line.

## Servizio
Varato il 6 novembre 1993 nel cantiere navale Fincantieri di Palermo con il nome di Lazio e consegnato il 2 giugno 1994 alla Tirrenia di Navigazione, prende servizio nello stesso mese nei collegamenti tra Palermo, Voltri, Termini Imerese, Napoli.
Nel 2000 viene trasferito nei collegamenti tra Livorno e Cagliari.

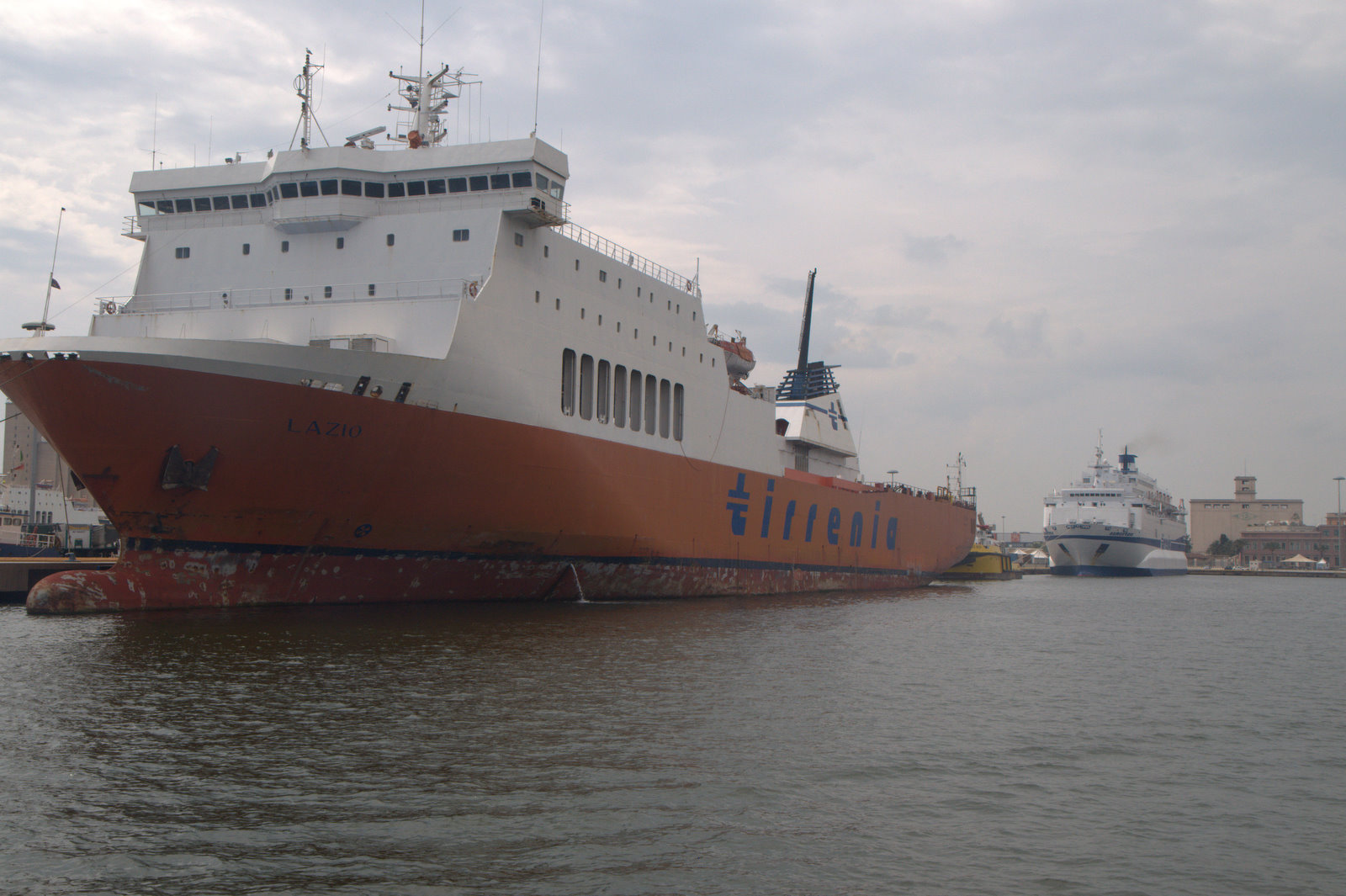
Il Lazio ormeggiato a Cagliari nel 2011.

Nel gennaio del 2013 ne viene annunciata la cessione alla Visemar di Navigazione ed il 24 gennaio salpa da Livorno per Istanbul.
Dal 1º febbraio al maggio successivo opera nei collegamenti tra Istanbul e Il'ičevsk in noleggio alla Stena Line.
Terminato il noleggio, il 17 maggio viene disarmato al Pireo.
Successivamente viene trasferito a Bari ed il 12 luglio prende servizio per Visemar nei collegamenti tra Brindisi ed Igoumenitsa.
Il 31 luglio 2013 termina il servizio per Visemar ed il 1º agosto viene disarmato a Crotone.
Il 19 agosto 2013 viene trasferito a Tangeri Med e, ribattezzato Levante a settembre, prende servizio il 14 settembre nei collegamenti tra Barcellona e Ibiza in noleggio a Baleària.
Il 26 ottobre 2014 viene trasferito nei collegamenti tra Dénia ed Ibiza.
Nel 2015 termina il noleggio a Baleària e fa ritorno in Italia.
Il 30 gennaio 2017 viene venduto a titolo definitivo alla Baleària, dalla quale viene ribattezzato Llevant.
Tuttavia, il 19 aprile successivo viene ceduto alla bulgara PB Shipping EOOD e, ribattezzato Drujba, salpa il 24 aprile per Varna, dove giunge il 2 maggio.
Successivamente, prende servizio sotto le insegne della Drujba Line nei collegamenti tra Burgas e Batumi, dove opera tutt'oggi.

## Navi gemelle
- Dénia Ciutat Creativa
- Lider Prestij
- Galileusz
- Copernicus
- Marco Polo
- Amal